# Baschenis
La famiglia Baschenis fu una famiglia i cui membri, per diverse generazioni a cavallo tra Quattrocento e Seicento, svolsero la professione di frescanti.

## Storia
I Baschenis erano originari della Valle Averara, e più precisamente dalla frazione di Colla nell'odierno comune di Santa Brigida, in provincia di Bergamo. La famiglia è un interessante esempio di bottega di frescanti che si tramandarono per secoli di padre in figlio il mestiere; pur modificando nel tempo, e con i nuovi personaggi, lo stile pittorico, essa ebbe la caratteristica di saper tramandare la tecnica dell'affresco e la capacità di sapere dipingere anche grandi superfici, sapendo raccontare storie in sequenza, a volte con epigrafi in lingua volgare, importanti per la narrazione e per la comprensione. Se ai capostipiti va riconosciuta una matrice culturale medioevale, vi è poi nel prosieguo un riproporre da padre in figlio la tecnica tanto da rendere a volte difficile il riconoscere l'esecutore delle opere. Vi era quindi in molta pittura dei Baschenis la volontà di insegnare fatti, che fossero poi di facile lettura.
La famiglia si divide in due distinte dinastie di pittori: quella dei Lanfranco e quella dei Cristoforo. 
- La dinastia di Lanfranco
  - Antonio Baschenis (doc. 1450/1490)
  - Angelo Baschenis (doc. 1450/1504)
  - Giovanni e Battista Baschenis (doc. 1471/1503)

- La dinastia di Cristoforo
  - Cristoforo I Baschenis (doc. 1465/1475)
  - Dionisio Baschenis (doc. 1493)
  - Simone I Baschenis (doc. 1488/1503)
  - Cristoforo II Baschenis (doc. 1472/1520)
  - Simone II Baschenis (1495 ca. /1555)
  - Filippo Baschenis (doc. 1537/ 1596)
  - Cristoforo Baschenis il Vecchio  (1520 ca/1613 ca.)
  - Cristoforo Baschenis il Giovane (1560 ca./1626 ca.)
  - Pietro Baschenis (1590 ca./1630)
  - Evaristo Baschenis (1617/1677)

## I pittori delle due dinastie

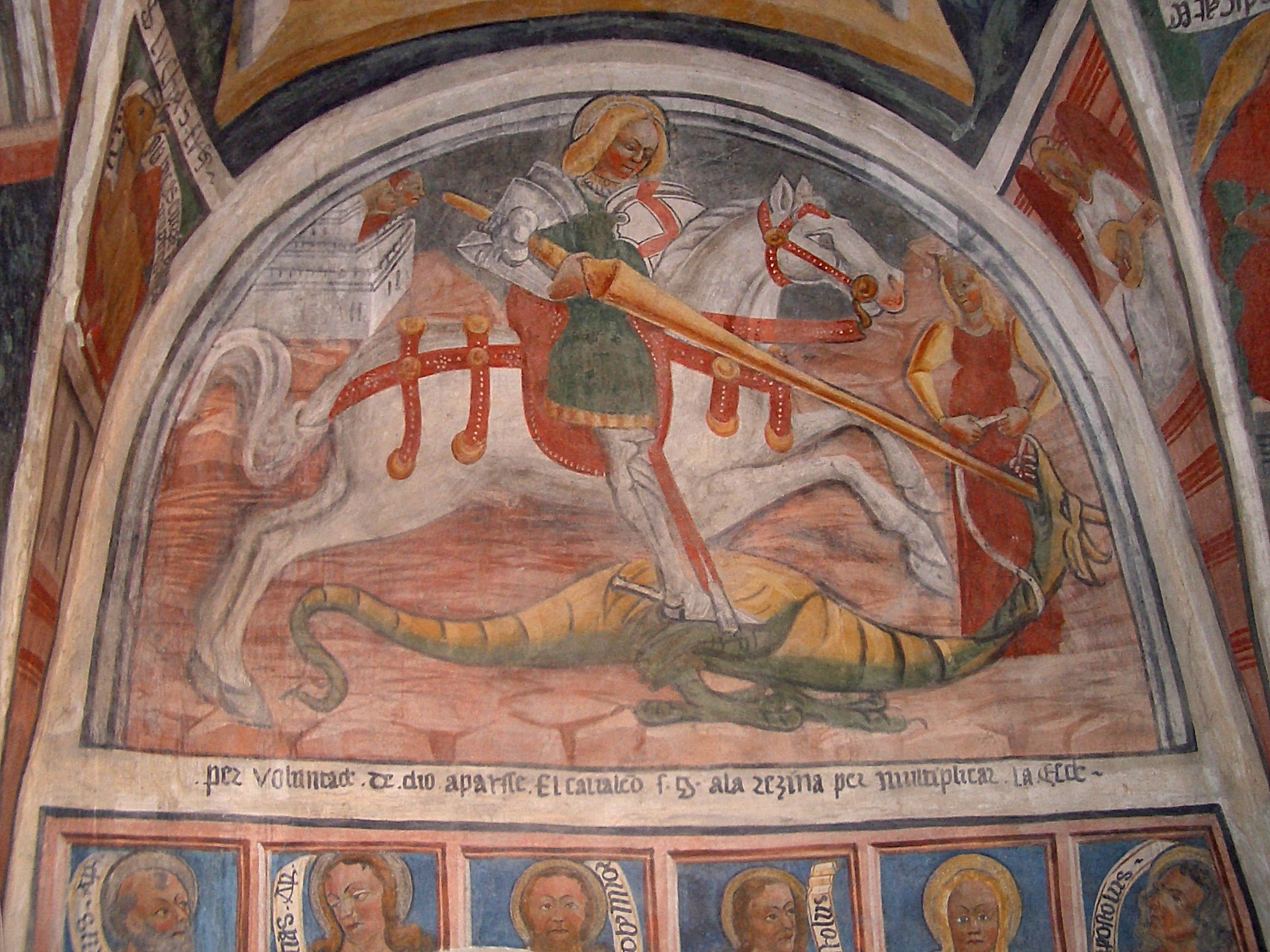
Pittore della famiglia dei Baschenis, San Giorgio e il drago, XV secolo, Chiesa di Santo Stefano, Carisolo

I primi pittori di entrambe le dinastie (che furono talvolta in rapporto di collaborazione tra loro) si connotano per un linguaggio tardo gotico, d'impronta marcatamente popolare, in grado di assolvere a quella funzione didattica che i loro committenti nelle valli bergamasche e trentine assegnavano all'arte sacra, controllando per due secoli intere aree nella decorazione di palazzi e chiese, riuscendo a trasmettere la propria artigianalità. Essi infatti riuscirono a trasmettere la propria capacità pittorica per via famigliare in maniera professionale, rispondendo alle esigenze dei committenti che sono gli stessi loro compaesani.
Antonio Baschenis risulta essere il primo della famiglia dei Baschenis a operare anche in Trentino a partire almeno dal 1461.
Egli fu seguito da molti altri rappresentanti della famiglia, sino almeno a Simone II che fu attivo fin verso il 1550 a Pinzolo e a Carisolo ove dipinse, tra le altre cose, alcune famose scene di Danza macabra. Con Simone II si assiste a un deciso tentativo di aggiornamento del linguaggio pittorico verso i canoni stilistici dell'arte rinascimentale lombarda.
I successivi rappresentanti della famiglia, a partire da Cristoforo Baschenis il Vecchio tennero bottega a Bergamo. Di Cristoforo il vecchio è da menzionare il ciclo di affreschi con le Storie di San Bernardino (1564) a Lallio nella chiesa dedicata al santo; di Cristoforo Baschenis il Giovane sono le Scene della vita di San Giovanni Battista nella chiesa di San Giovanni a Cusio; di Pietro Baschenis è il notevole tramezzo affrescato della Chiesa dell'Incoronata a Martinengo.
L'ultimo e più famoso discendente della dinastia dei Cristoforo fu Evaristo Baschenis. Egli non seguì la tradizione di famiglia delle opere a fresco eseguite a ornamento delle chiese, per dedicarsi soprattutto alla creazione a olio di nature morte. Celebri sono le sue tele dedicate alla raffigurazione di strumenti musicali, che spiccano per la cura dei dettagli e l'assoluto rigore prospettico.

### La dinastia di Lanfranco
- Antonio Baschenis (doc. 1450-1490)
- Angelo Baschenis (doc. 1450-1490)
  - Giovanni Baschenis (doc. 1471-1503)
  - Battista Baschenis (doc. 1471-1503)

### La dinastia di Cristoforo
- Cristoforo I Baschenis (doc. 1465-1475)
  - Dionisio Baschenis (doc. 1493)
  - Simone I Baschenis (doc. 1488-1503)
    - Cristoforo II Baschenis (doc. 1472-1520)
      - Simone II Baschenis (1495 ca.-1555)
        - Filippo Baschenis (doc. 1537-1596)
        - Cristoforo Baschenis il Vecchio  (1520 ca.-1613 ca.)
          - Cristoforo Baschenis il Giovane (1560 ca.-1626 ca.)
            - Pietro Baschenis (1590 ca.-1630)
              - Evaristo Baschenis (1617-1677)
              - Bartolomeo Baschenis

## Galleria d'immagini

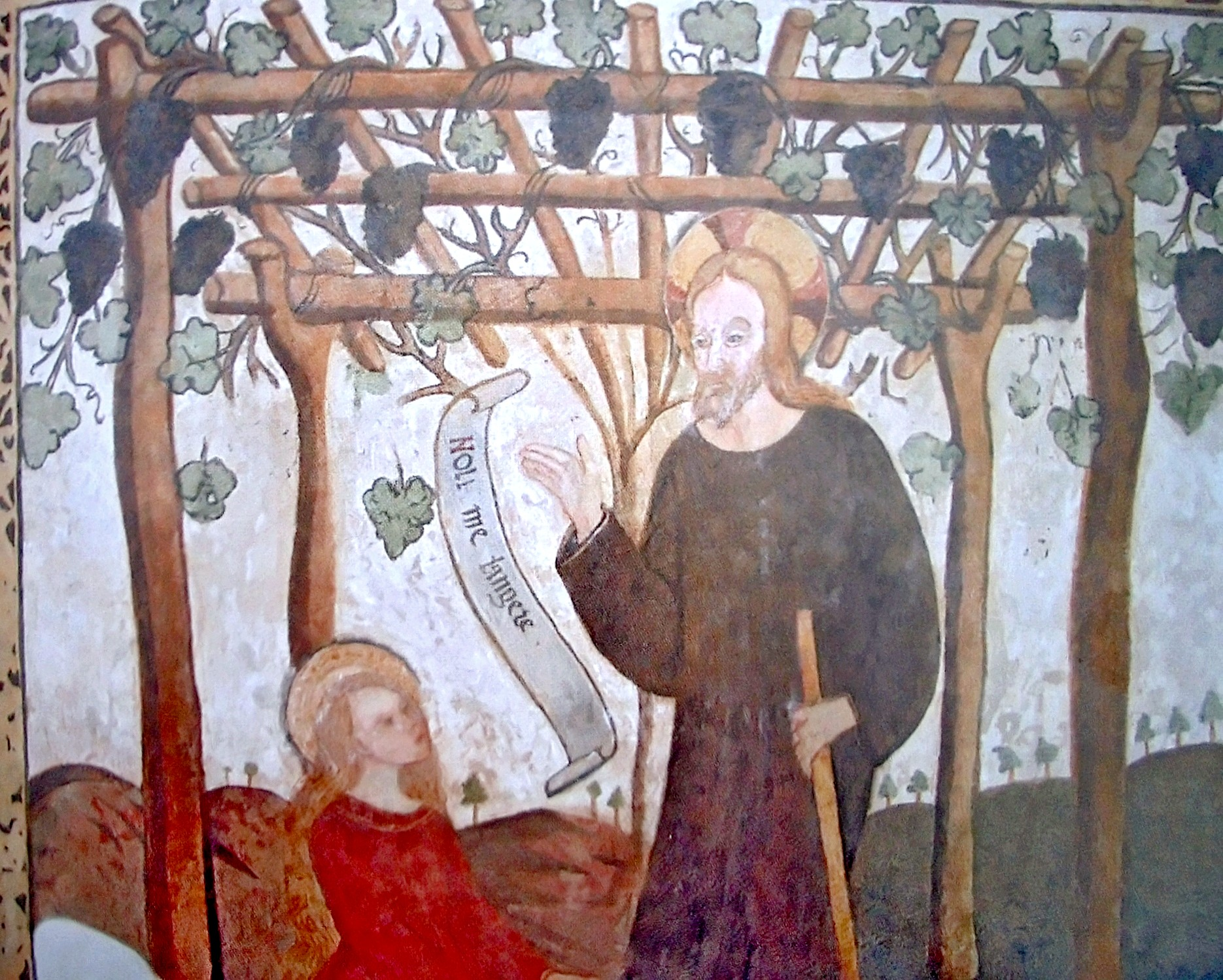
Angelo Baschenis, Noli me tangere, Pinzolo, chiesa di San Vigilio
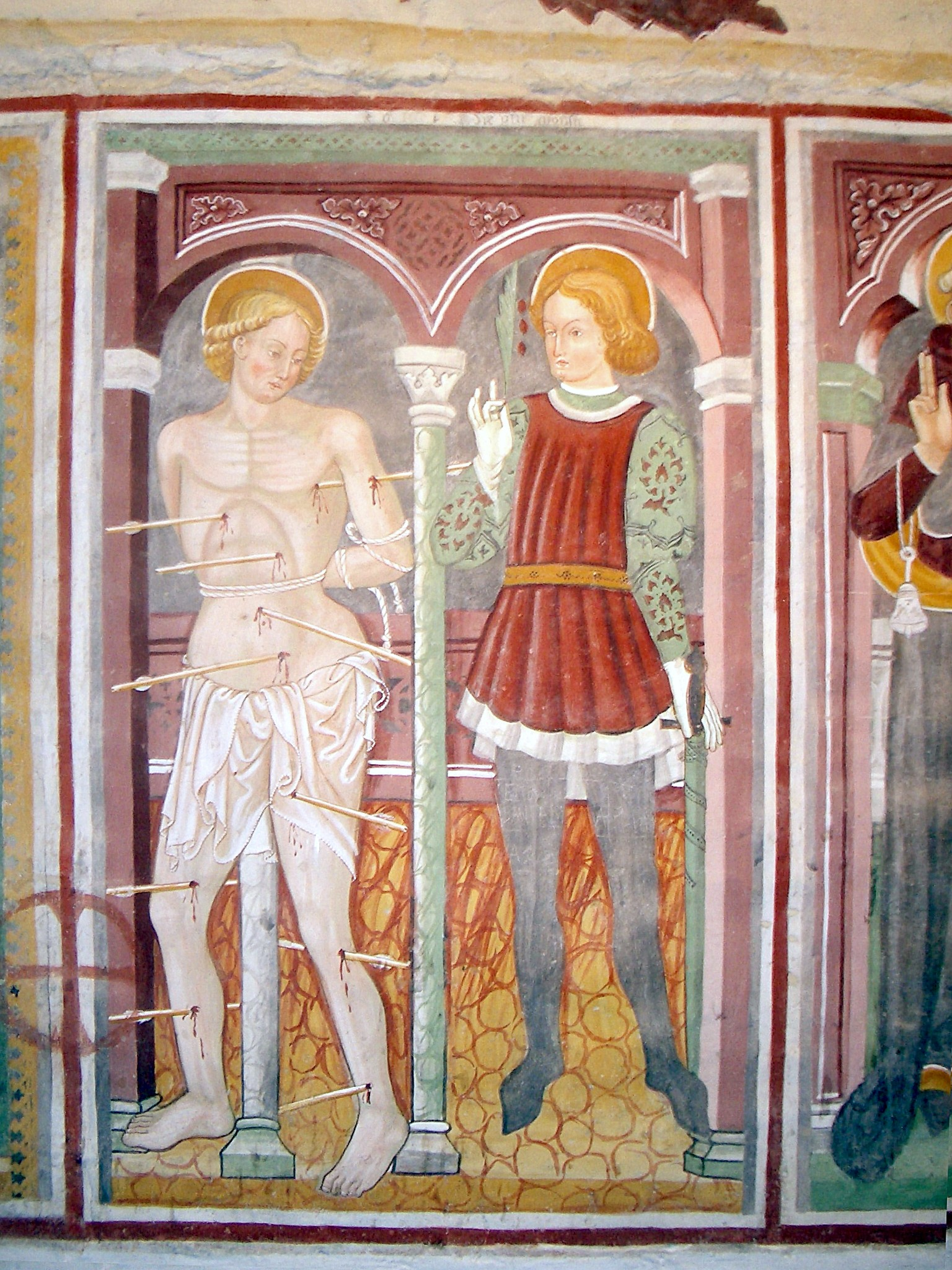
Antonio Baschenis, Santi Sebastiano e Giuliano, Carisolo, chiesa di Santo Stefano
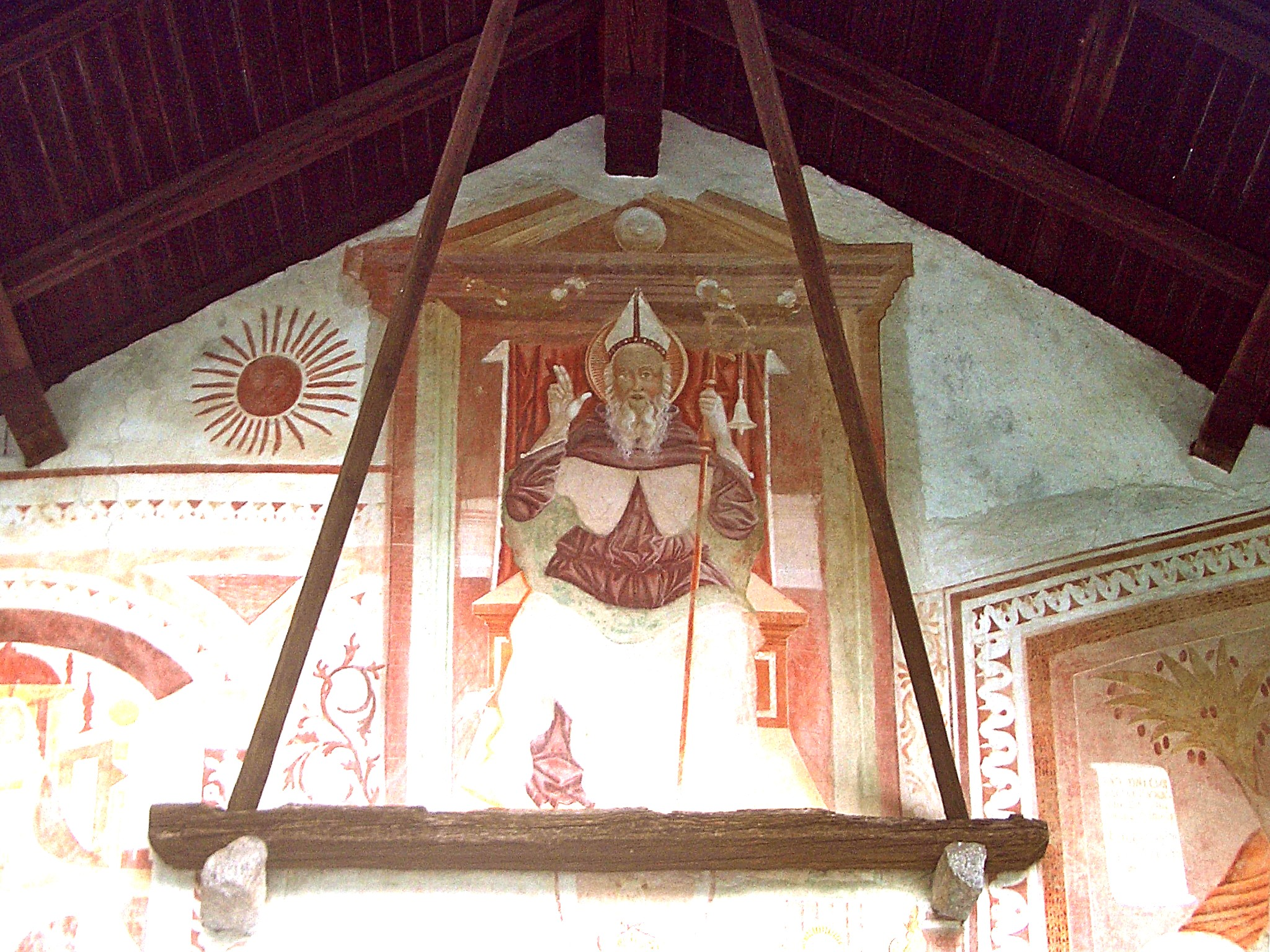
Cristoforo I Baschenis, Sant'Antonio Abate, Pelugo, chiesa di Sant'Antonio Abate
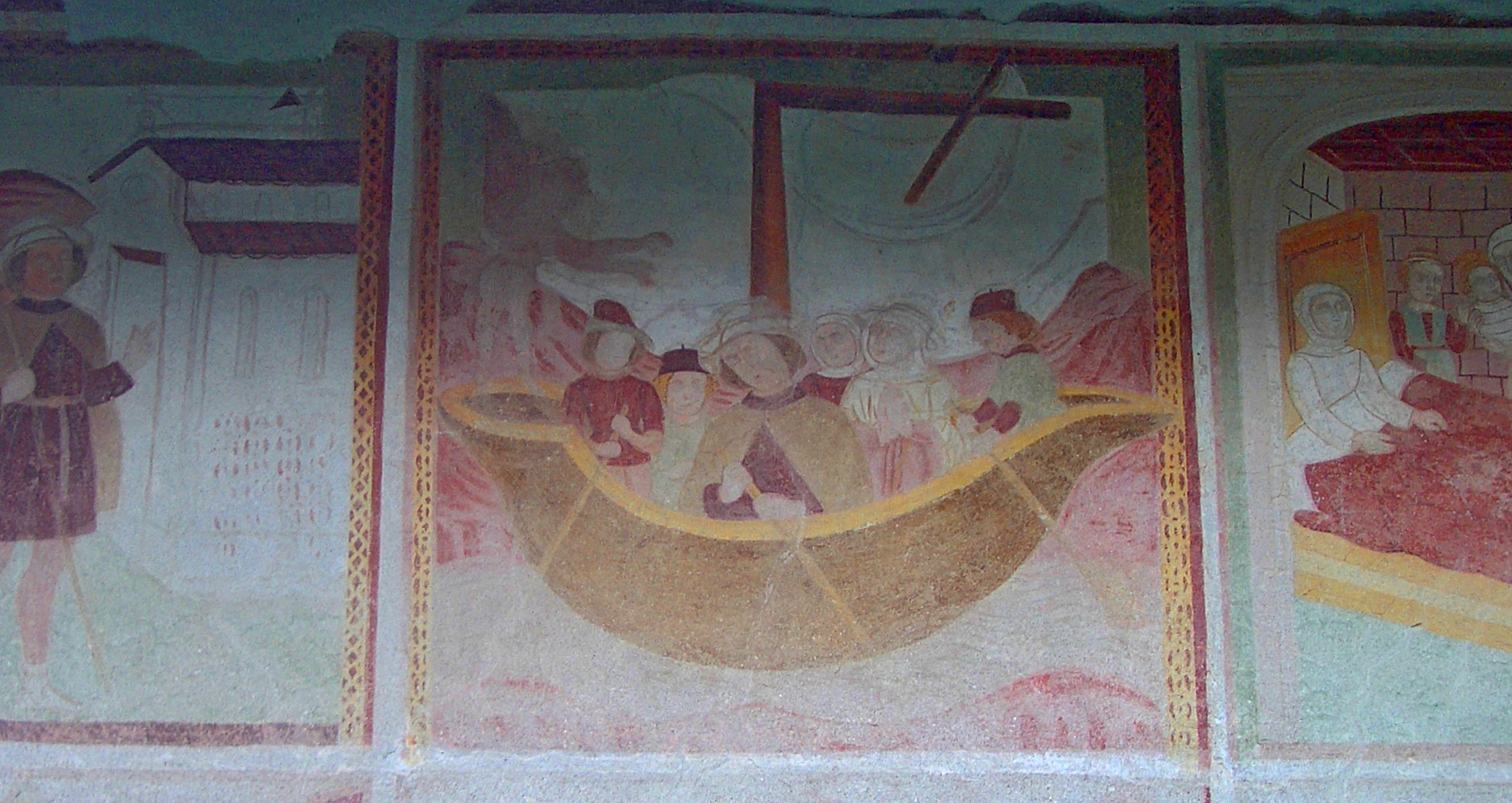
Dionisio Baschenis (?), Scene di vita di Sant'Antonio Abate, Pelugo, chiesa di Sant'Antonio Abate
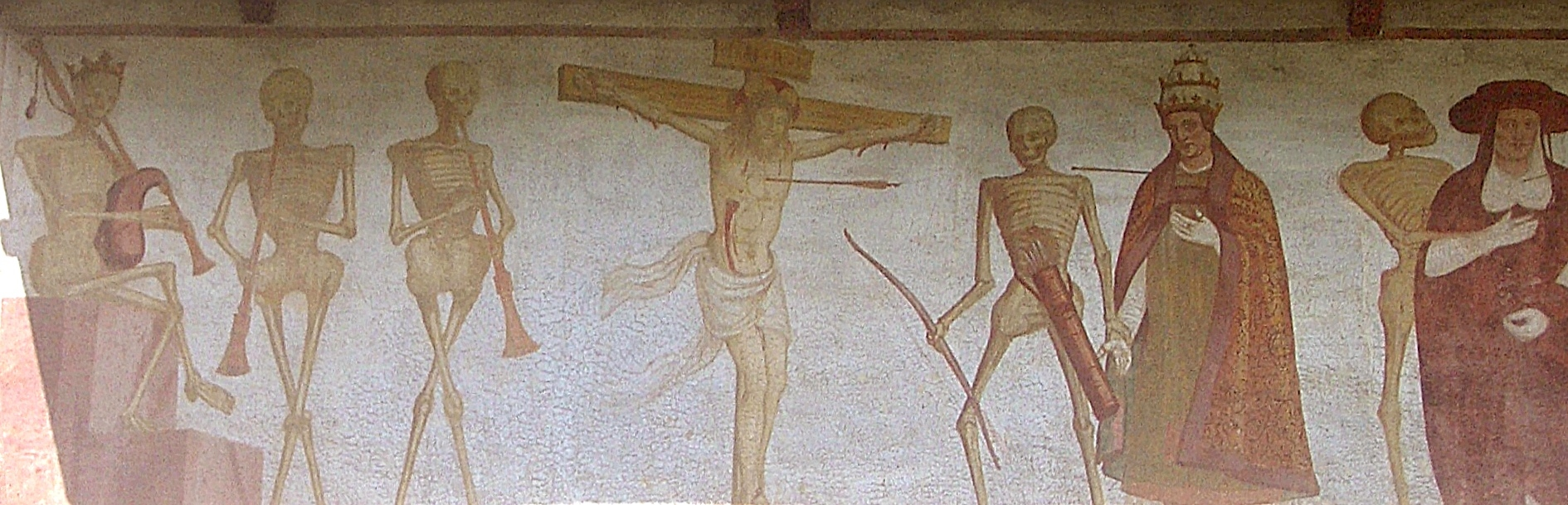
Simone II Baschenis, Danza macabra (particolare), Pinzolo, chiesa di San Vigilio
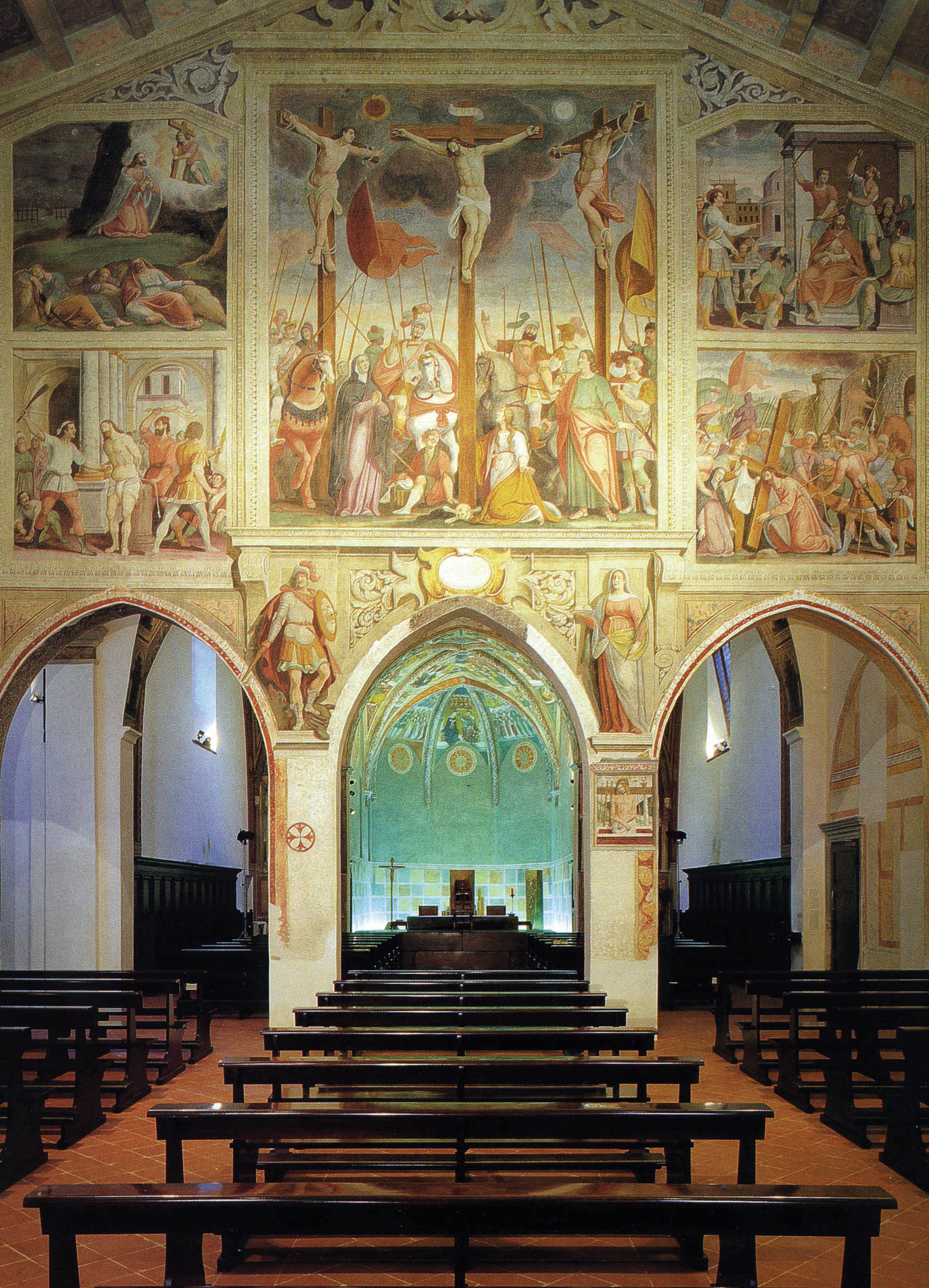
Pietro Baschenis, Storie della vita di Cristo, Martinengo, tramezzo della chiesa dell'Incoronata
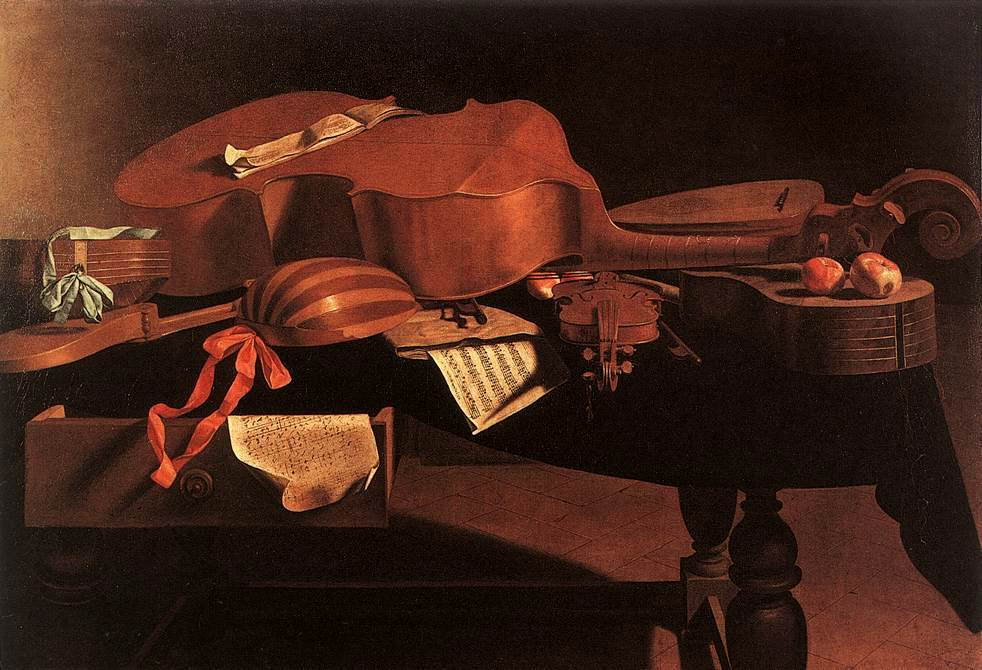
Evaristo Baschenis, Natura morta con strumenti musicali, Bruxelles, Musées royaux des Beaux-Arts
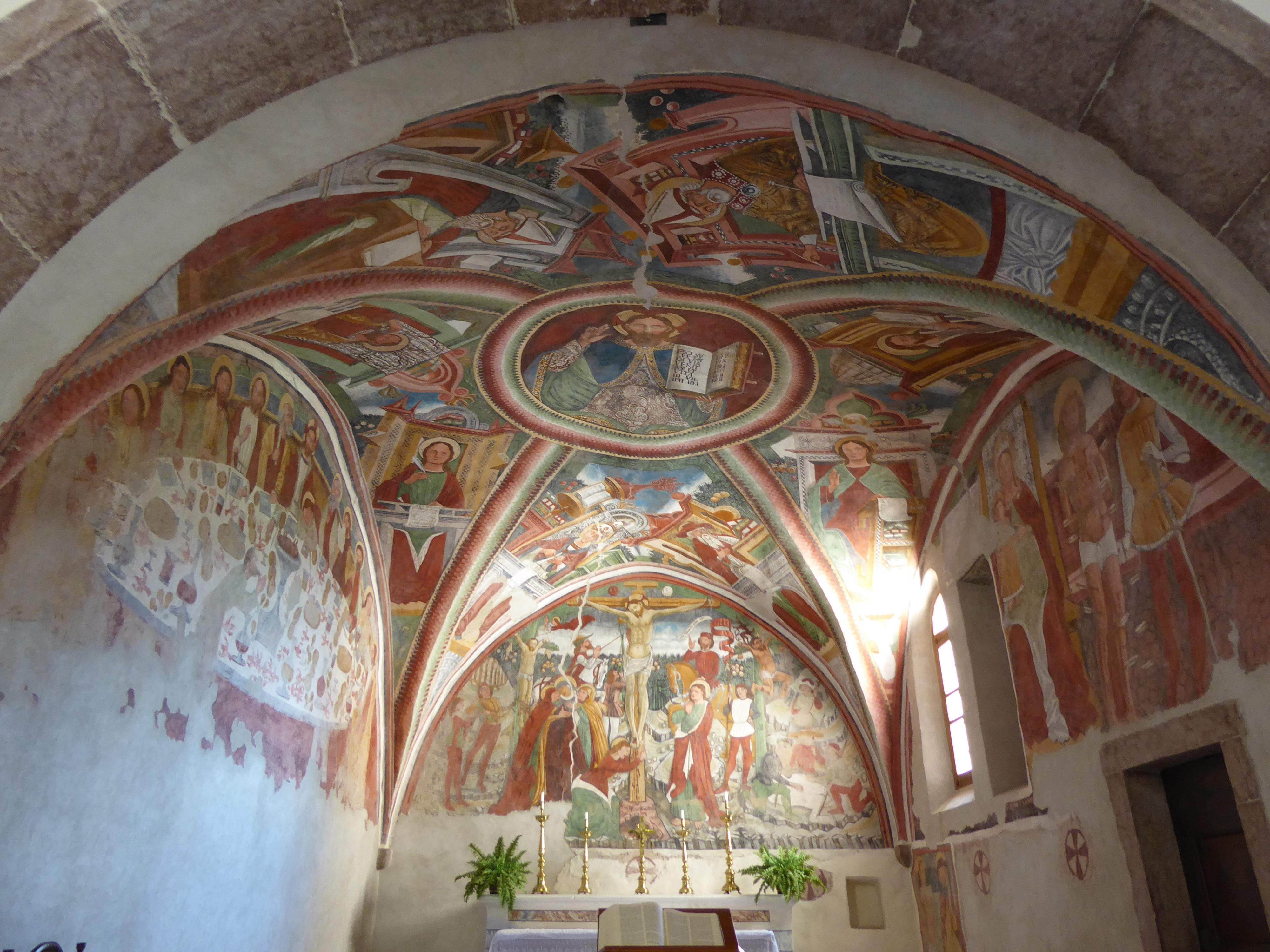
Cristoforo II Baschenis, affreschi della chiesa dei Santi Sebastiano e Rocco di Pergnano